# Alpurrurulam
Alpurrurulam – osada wspólnoty aborygeńskiej, położona przy drodze stanowej Sandover Highway, na obszarze Terytorium Północnego w Australii.